# Hochwald (Soleure)
Pour les articles homonymes, voir Hochwald.
Hochwald est une commune suisse du canton de Soleure, située dans le district de Dorneck.
Hochwald fit partie du Birseck dans l’Évêché de Bâle. La crosse épiscopale de ses armoiries en atteste encore.
En 1973 eut lieu un terrible accident d'avion. 108 personnes y laisseront leur vie, tandis que 37 personnes survécurent dans la queue du charter anglais.